# إلمر بوث
إلمر بوث (بالإنجليزية: Elmer Booth)‏ هو ممثل أمريكي، ولد في 9 ديسمبر 1882 في لوس أنجلوس في الولايات المتحدة، وتوفي بنفس المكان في 16 يونيو 1915 بسبب حادث مرور.

## وصلات خارجية
- إلمر بوث على موقع IMDb (الإنجليزية)
- إلمر بوث على موقع أول موفي (الإنجليزية)
- إلمر بوث على موقع قاعدة بيانات برودواي على الإنترنت (الإنجليزية)
- إلمر بوث على موقع قاعدة بيانات برودواي على الإنترنت (الإنجليزية)
- إلمر بوث على موقع قاعدة بيانات الأفلام السويدية (السويدية)
- إلمر بوث على موقع قاعدة بيانات الفيلم (الإنجليزية)
- إلمر بوث على موقع كينوبويسك (الروسية)